# قدرت (ترانه لیتل میکس)
«قدرت» (انگلیسی: Power) آهنگی از گروه دخترانه بریتانیایی لیتل میکس است. این هفتمین قطعه از چهارمین آلبوم استودیویی روزهای شکوه است که در ۱۸ نوامبر ۲۰۱۶ توسط سایکو میوزیک منتشر شد. ریمیکسی از این آهنگ با آوازهایی از رپر بریتانیایی استورمزی در ۲۶ مه ۲۰۱۷ به‌عنوان چهارمین و آخرین تک‌آهنگ آلبوم منتشر شد و علاوه بر این در آلبوم روزهای شکوه: نسخه پلاتینیوم که انتشار مجدد آلبوم روزهای شکوه بود، قرار گرفت.